# Lontar Foundation
Die Lontar Foundation (indonesisch Yayasan Lontar), eine nicht gewinnorientierte Organisation (not-for-profit organization) in Jakarta, Indonesien. Sie wurde 1987 von vier indonesischen Schriftstellern gegründet: Goenawan Mohamad, Sapardi Djoko Damono, Umar Kayam und Subagio Sastrowardoyo, sowie dem amerikanischen Übersetzer John H. McGlynn.

## Hintergrund
Die Stiftung ist eine unabhängige Organisation, die weder mit einer bestimmten politischen Sache oder Gruppe verbunden ist noch deren Interessen fördert. Ihre Haupttätigkeit ist die Übersetzung und Veröffentlichung indonesischer Literaturwerke mit folgenden langfristigen Zielen:
- Förderung der Weiterentwicklung der indonesischen Literatur (To stimulate the further development of Indonesian literature)
- Indonesische Literatur einem internationalen Publikum zugänglich machen (To make Indonesian literature accessible to an international audience) und
- Um die literarischen Aufzeichnungen Indonesiens für künftige Generationen zu bewahren (To preserve for future generations Indonesia's literary record).

Eines von Lontars bekanntesten Werken ist Illuminations: The Writing Traditions of Indonesia: featuring Manuscripts from the National Library of Indonesia (dt.: Illuminationen: Die Schreib-Traditionen Indonesiens: Manuskripte aus der National Library von Indonesien). Jean Gelman Taylor, ein Professor der University of New South Wales schrieb: „Wetherhill und die Lontar Foundation [haben] einen großen Beitrag zur Wissenschaft geleistet, indem sie diese Beispiele des intellektuellen und künstlerischen Erbes Indonesiens in einem Buch zusammengefasst haben.“
Lontar veröffentlichte auch Indonesia in the Soeharto Years: Issues, Incidents and images (dt.: Indonesien in den Suharto-Jahren: Themen, Ereignisse und Bilder.) von John H. McGlynn und einer Anzahl anderer Autoren. Laut Katharine McGregor, Dozentin für südostasiatische Geschichte an der Universität Melbourne, „ist eine Stärke der Arbeit die reichhaltige Sammlung von Fotografien, die wichtige Proteste, Gewalttaten, das Straßenleben und indonesische Protestkunst dokumentieren“.
2010 veröffentlichte die Lontar Foundation die Lontar Anthology of Indonesian Drama, die erste ins Englische übersetzte Anthologie des indonesischen Dramas, mit einer Vielzahl von Übersetzern wie Harry Aveling, einem Experten für indonesische und malaiische Literatur. Im Mai 2011 startete die Lontar Foundation eine neue Reihe ins Englische übersetzter indonesischer Literatur mit dem Namen Modern Library of Indonesia, die Werke von den 1920er Jahren bis zur Gegenwart umfasst, darunter Autoren wie Putu Wijaya und Dewi Lestari. Die Zeitschrift Tempo schreibt: „[Lontar ist] unbestreitbar zur bedeutendsten literarischen Stiftung Indonesiens geworden und verfügt nun über eine beeindruckende Sammlung übersetzter literarischer Werke, von Prosa über Poesie bis hin zu Dramen.“

## Publikationen
- Ann Kumar, John H. McGlynn (hgg.): Illuminations: The Writing Traditions of Indonesia: Featuring Manuscripts from the National Library of Indonesia. Lontar Foundation and Weatherhill, Jakarta; New York 1996, ISBN 978-0-8348-0349-7 archive.org
- John McGlynn: Indonesia in the Soeharto Years. Lontar/KITLV 2007, ISBN 978-90-6718-263-8
- Cobina Gillitt, John H. McGlynn (hgg.): The Lontar anthology of Indonesian drama. Volume 3: New Directions, 1965–1998. Lontar, Jakarta 2010, ISBN 978-979-8083-72-3
- Michael Bodden, John H. McGlynn: The Lontar anthology of Indonesian drama. Volume 2: Building a National Theater. Lontar, Jakarta 2010, ISBN 978-979-8083-71-6
- Matthew Isaac Cohen, John H. McGlynn (hgg.): The Lontar anthology of Indonesian drama. Volume 1: Plays for the Popular Stage. Lontar, Jakarta 2010, ISBN 978-979-8083-70-9